# Illyefalva
Illyefalva (románul Ilieni, németül Ilgendorf) falu Romániában Kovászna megyében. Községközpont, Aldoboly és Sepsiszentkirály tartozik hozzá.

## Fekvése
Sepsiszentgyörgytől 8 km-re délre az Illyefalvi-patak völgyében az Olt jobb oldali teraszán fekszik.

## Nevének eredete
Nevét a település fölött emelkedő magaslaton álló református templomának középkori védőszentjéről, Illés prófétáról kapta. Így bukkan föl először 1322-ben a pápai tizedjegyzékben Villa Helye néven, amikor Pál nevű plébánosa 5 régi báni garast fizetett. 1333-ban villa Elye, egy évvel később pedig villa Hellye néven szerepelt ugyanott. Az 1567. évi regesztrumban jelent meg ma is használt megnevezése Illyefalva alakban. Akkor Szentgyörgy mellett Sepsiszék második legnagyobb települése volt. 1578-ban elnyerte a mezővárosi rangot és - egészen 1876-ig, amikor újra község lett - egy bíróból és 12 esküdtből álló magisztrátus vezette.

## Története
Területe ősidők óta lakott. Határában a Kerekvas nevű helyen bronzkori telep volt. A falut 1332-ben ’’villa Helye’’ néven említik először. Lakói a sorozatos támadások ellen templomukat várszerűen erősítették meg. 1612-ben a szászok sikerrel ostromolták, ezután egy külső védőfalat is kapott. 1658-ban a törökök megostromolták és csellel bevették, védőit levágták vagy rabságba hurcolták. 1735-ben a falut helyreállították, 1738-ban földrengés rongálta meg, ezért 1782 és 1785 között teljesen átépítették. 1802-ben, 1940-ben és 1977-ben ismét földrengés érte. Harangtornyát 1812 és 1818 között újjá kellett építeni. 1940-ben a délkeleti, 1977-ben a délnyugati saroktorony omlott le, falai súlyosan megrongálódtak, csak kevés maradt meg belőlük. A település 1578 és 1870 között mezőváros, 1870 és 1876 között törvényhatósági jogú város volt. 1910-ben 1354 magyar lakosa volt, 1992-ben 996 lakosából 978 magyar, 17 román, 1 német volt. A trianoni békeszerződésig Háromszék vármegye Sepsi járásához tartozott.

## Látnivalók
- Az Illyefalvi patak völgyében, az Olt jobb oldali teraszán áll református vártemploma, mely 15. századi, de a 18. században átépítették, védőfalai 16. századiak.
- Római katolikus temploma az 1701-ben átadott pálos fakápolna helyén épült, 1754-ben. 1802-ben ezt is megrongálta a földrengés, ezért 1824 és 1827 között újjá kellett építeni, 1867-ben pedig teljesen új templomot kellett emelni.
- Az írások a Szármány-tetőn egy várat említenek, ahol trapéz alakú sáncrendszer nyomai láthatók. Illyefalvi Judit vára, 1799-ben megjelent regényes krónika is említi.
- A 18. századi Bornemissza-kúria ma iskola.
- Az 1811-ben épített Séra-kúriában 1997-ben Mikszáth emlékszoba nyílt
- Bakó ház, 1794-ben épült, rokokó oromfalas.
- A faluban Mikszáth és Jókai szobor is van, mindketten a település országgyűlési képviselői voltak.
- Szabó Dezső szobor is található a faluban, az író bátyja, Szabó Jenő itt volt református lelkész.

## Testvértelepülések
- Nagyszénás, Magyarország
- Halásztelek, Magyarország

## Ismert emberek
- Itt született 1811-ben Illyefalvi Gál Dániel, az 1848–49-es forradalom és szabadságharc egyik hős katonája, földi maradványait itt helyezték örök nyugalomra 1861-ben.